# Sport Clube da Régua
Le Sport Clube da Régua est un club de football portugais basé à Peso da Régua dans le nord du Portugal.
Le club évolue pendant quatre saisons en deuxième division, de 1974 à 1978.